# Disputa de fronteira sino-indiana

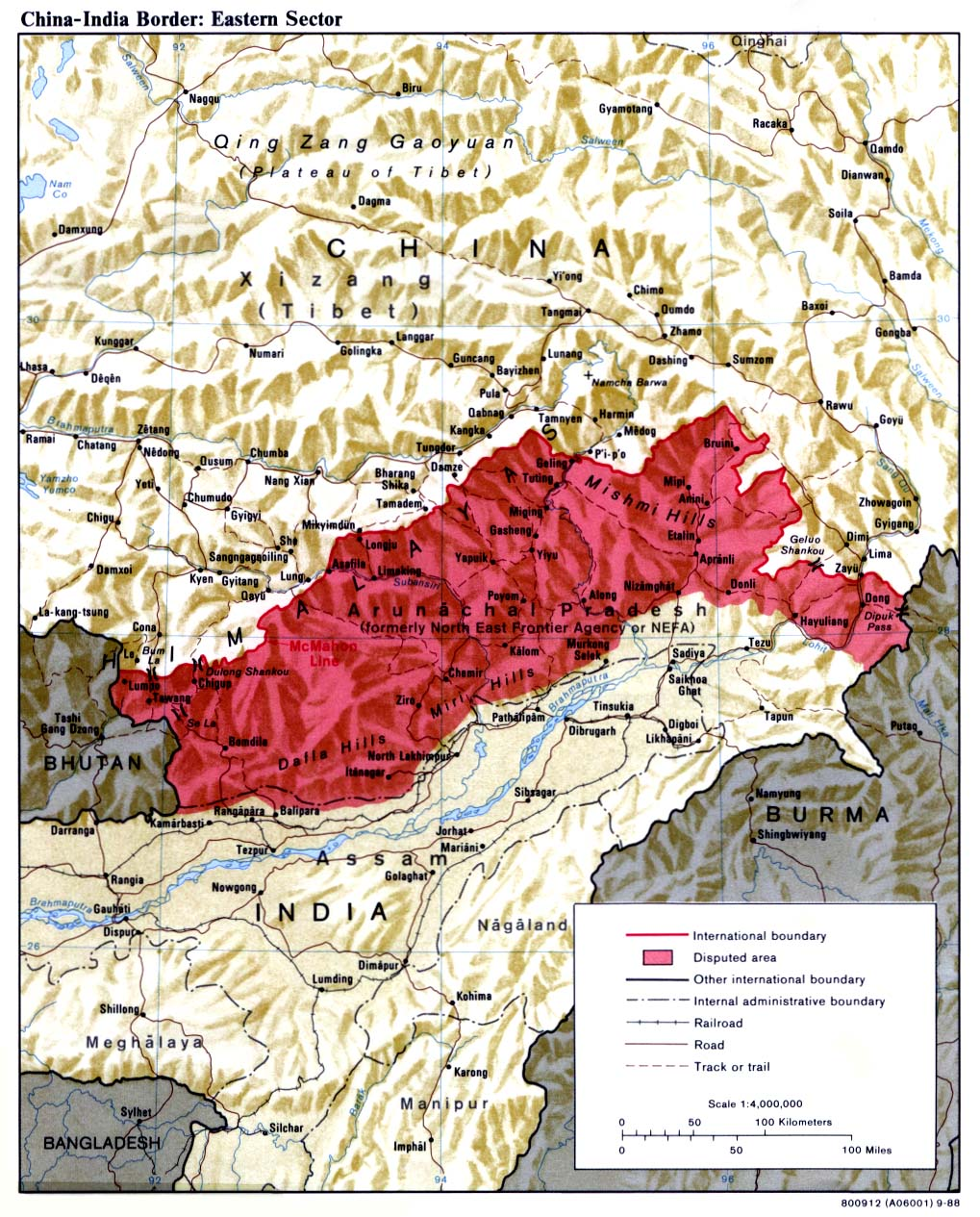
Área disputada ao longo do sopé meridional da Cordilheira do Himalaia, destacada em vermelho.

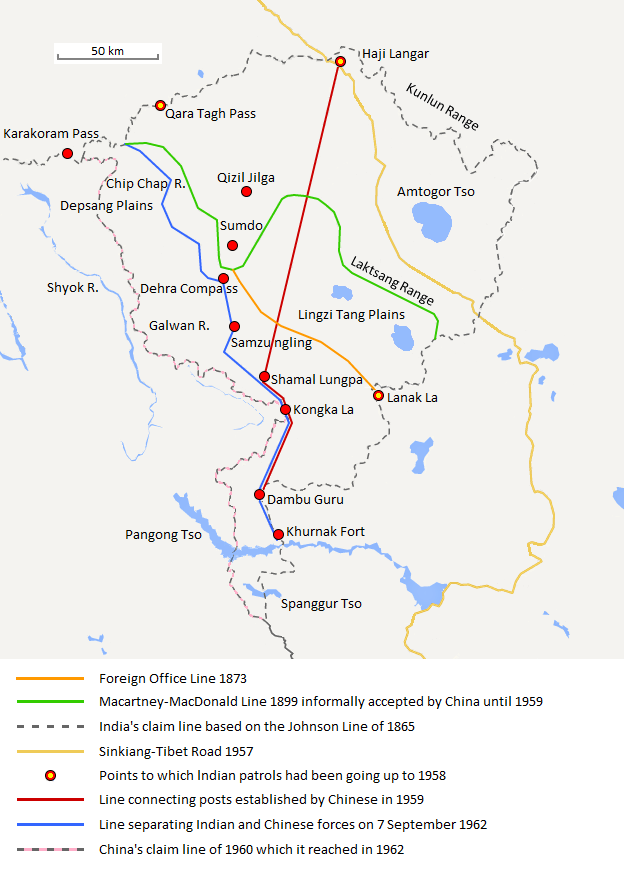
Mapa explicativo da disputa em Aksai Chin.

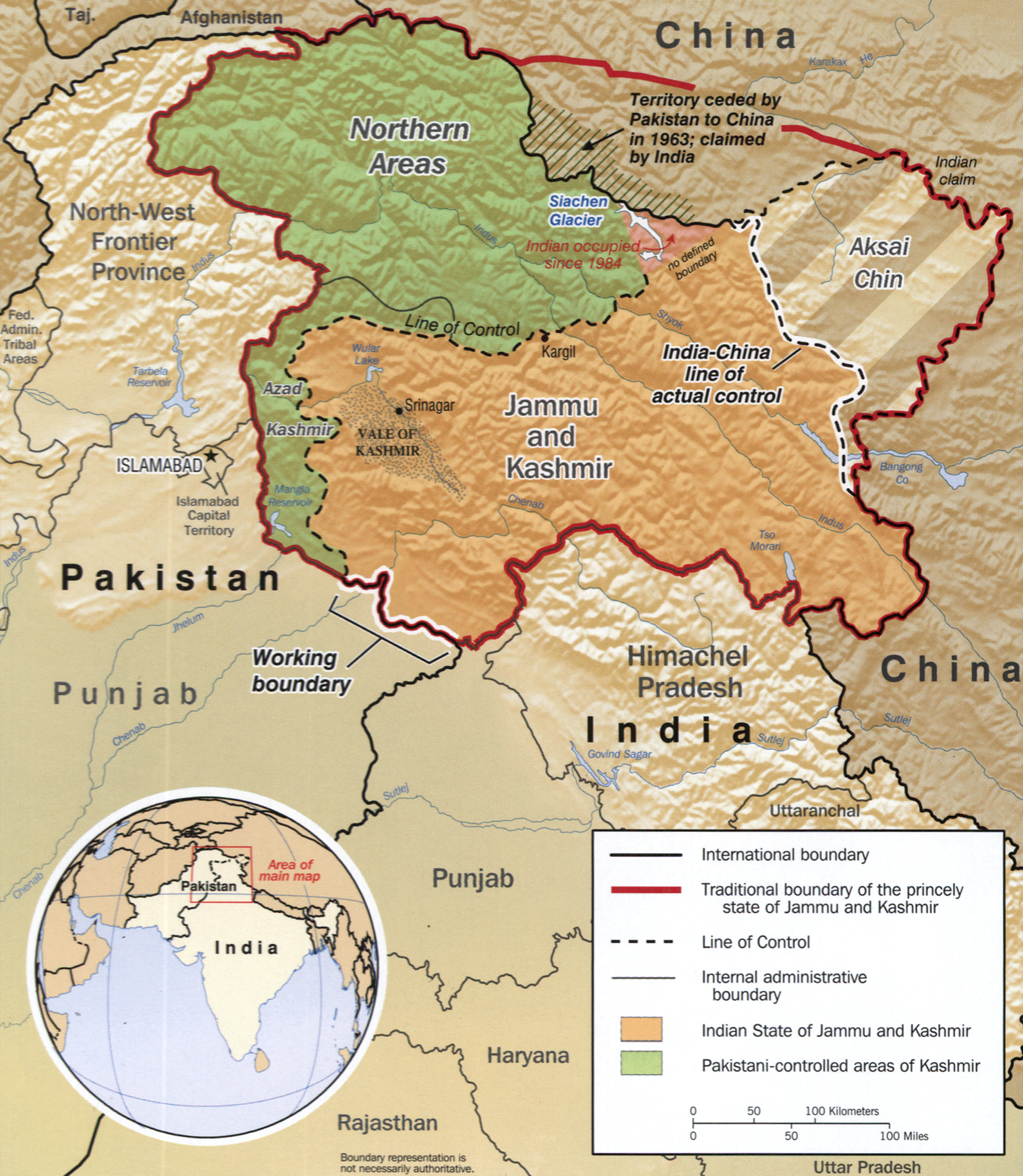
Mapa explicativo da disputa na Caxemira.

A Disputa de fronteira sino-indiana é uma questão de soberania sobre duas grandes e várias áreas separadas menores de territórios que são disputados entre China e Índia. A oeste, Aksai Chin, é reivindicado pela Índia como parte do estado de Jammu e Caxemira e na região de Ladakh, mas é controlada e administrada como parte da região autônoma chinesa de Xinjiang. É um território com extrema altitude e praticamente desabitado atravessado pela estrada de Xinjiang-Tibete. O outro grande território em disputa, a mais oriental, fica ao sul da Linha McMahon. Antigamente, era referido como Agência de Fronteira do Nordeste, e agora é chamado de Arunachal Pradesh. A Linha McMahon fazia parte do Acordo de Simla entre a Índia britânica e o Tibete assinado em 1914, um acordo rejeitado pela China.
Os chineses reivindicavam o território ao longo do sopé meridional da Cordilheira do Himalaia, que denominavam como Tibete do Sul, alegando que o Império Chinês exercia soberania sobre a região desde a época das conquistas mongóis do Século XIII até os tempos da Dinastia Qing, por meio de representantes do Imperador da China em Lhasa. A China não reconhecia a validade do acordo rubricado, mas não assinado pelo representante chinês, Lu Hsing-chi, durante um época em que a China vivia os tempos turbulentos após a queda da Dinastia Qing, alegando que o acordo fora maculado pela presença de delegados tibetanos que não estavam autorizados ao exercício da soberania, e, portanto, se recusava a reconhecer soberania da Índia sobre o território situado ao sul da Linha McMahon.
O Império Britânico reivindicava a soberania sobre a região de Aksai Chin em seus mapas oficiais, embora não existam indícios da presença britânica no território que é quase inacessível a partir da China. A dificuldade de acesso também dificultava o exercício da soberania indiana sobre a região, razão pela qual a Índia demorou alguns meses para perceber que, em 1955, a China estava construindo uma estrada na região que atualmente liga Xinjiang ao Tibete.
Após a Revolta no Tibete em 1959, que resultou na fuga do Dalai Lama para a Índia, Zhou Enlai propôs reconhecer a soberania indiana sobre os territórios situados ao sul da Linha McMahon em troca do reconhecimento da Índia da soberania chinesa sobre Aksai Chin. Jawaharlal Nehru, rejeitou a proposta chinesa com base no entendimento de que a Índia independente não poderia fazer concessões em relação aos territórios herdados da Índia Britânica.
Em 1962 a Guerra sino-indiana foi travada em ambas as áreas. Um acordo para resolver a disputa foi concluído em 1996, incluindo "medidas de confiança" e um acordo mútuo, a Linha de Controlo Real. Em 2006, o embaixador da China para a Índia alegou que todo a área de Arunachal Pradesh é território chinês no meio de um fortalecimento militar. Na época, ambos os países afirmaram incursões, tanto quanto um quilômetro no extremo norte de Sikkim. Em 2009, a Índia anunciou que iria enviar forças militares adicionais ao longo da fronteira.